# ジュゼー・マデイラ
ジュゼー・マデイラ（José Madeira、2001年3月19日 - ）は、プロD2、FCグルノーブルに所属するラグビーユニオン選手。

## プロフィール
- ポルトガルリスボン出身[1]。
- ポジションはロック(LO)。
- 身長 195cm、体重 104kg
- U20ポルトガル代表に選ばれたことがある[2]。
- ポルトガル代表キャップは40（2024年12月現在）でラグビーワールドカップ2023のポルトガル代表に選ばれた[3]。

## 略歴
2020年、FCグルノーブルに加入。